# هوهانس لازاریان
هوهانس داوتی لازاریان (ارمنی: Հովհաննես Դավթի Լազարյան؛ ۱۷ اکتبر ۱۸۲۰ – درگذشته ۱۴ اوت ۱۸۷۹) ژنرال ارمنی‌تبار ارتش امپراتوری روسیه بود.

## زندگی‌نامه
در ۱۷ اکتبر ۱۸۲۰ در شوشی به دنیا آمد . لازاریان در جنگ قفقاز و جنگ روسیه و عثمانی شرکت نود. وی همچنین برنده نشان آنای مقدس (سنت آنا) شده‌است. وی در ۱۴ اوت ۱۸۷۹ در سن ۵۸ سالگی در تفلیس درگذشت و در کلیسای جامع گئورگ مقدس تفلیس به خاک سپرده شد.